# KFC

Sigla KFC folosită din 1997 până în noiembrie 2006

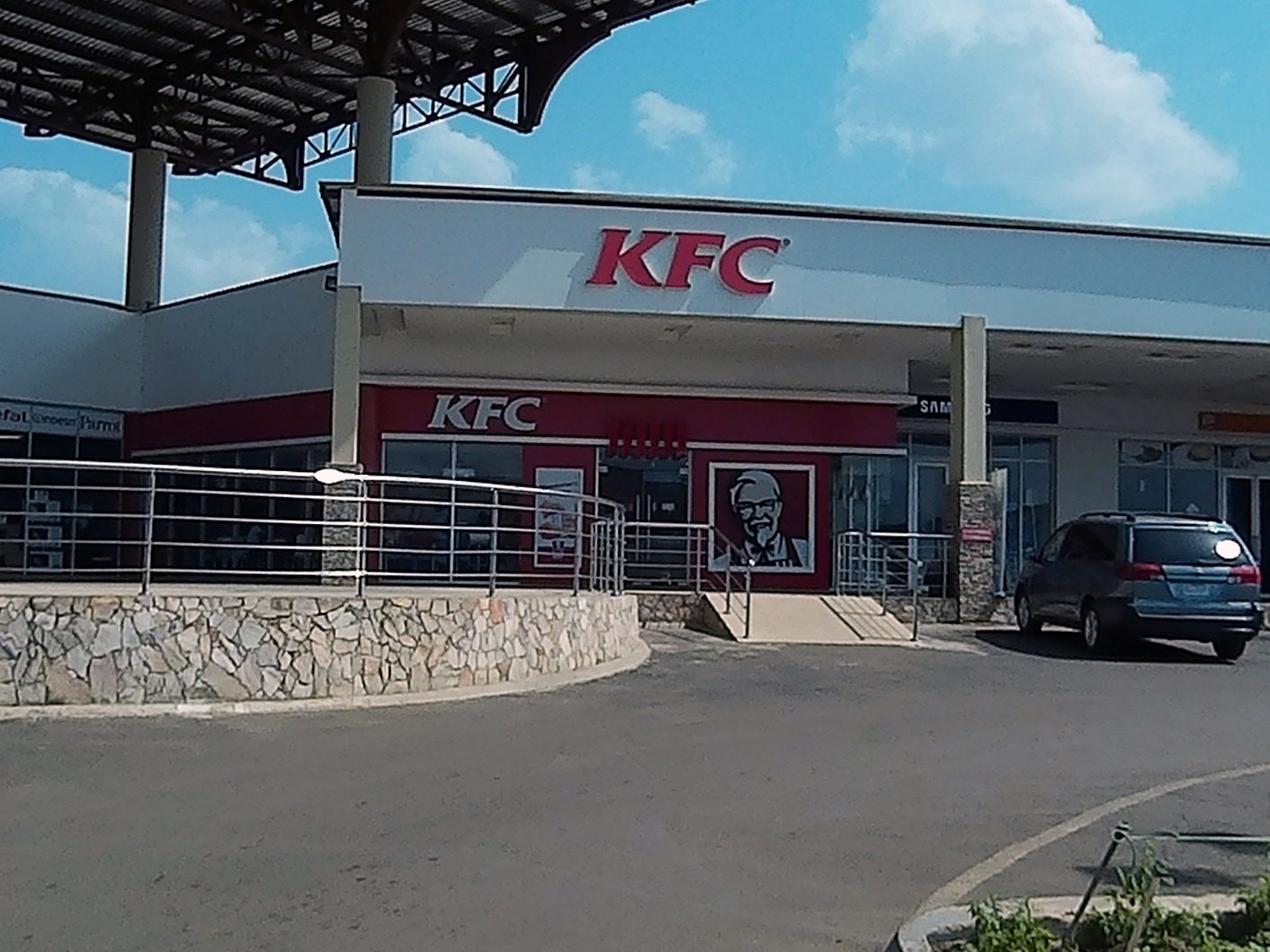
Un restaurant KFC în Nigeria

Kentucky Fried Chicken (listat la Bursa de valori din New York sub codul KFC) este unul dintre cele mai mari lanțuri de restaurante de tipul fast-food din lume, vânzând cu prioritate preparate din pui, cartofi prăjiți, hamburgeri, și cheeseburgeri, deținut de către Yum! Brands, Inc., cu sediul în Louisville, Kentucky, având vânzări de 3,6 miliarde lei anual și circa 750.000 de angajați la nivel mondial.
Deține peste 15.000 de restaurante în 109 țări, din care 5.200 sunt în Statele Unite ale Americii.

## Istoric
Colonelul Harland Sanders a fost un antreprenor și bucătar american cunoscut pentru crearea rețelei de restaurante KFC. S-a născut pe 9 septembrie 1890 în Henryville, Indiana, SUA.
La vârsta de 6 ani, tatăl său a murit, iar mama sa a fost nevoită să lucreze pentru a-și întreține familia. Harland a trebuit să aibă grijă de fratele și sora sa mai mici și să ajute la gospodărie. Acest lucru l-a determinat să se ocupe și de bucătărie, iar la vârsta de 7 ani era deja un maestru în pregătirea unor mâncăruri tradiționale.
Când Harland avea 12 ani mama sa s-a recăsătorit, iar el a plecat de acasă și a început să lucreze la o fermă în Greenwood. În următorii ani a avut mai multe slujbe temporare: conductor de tramvai, soldat în Cuba timp de 6 luni, pompier pe calea ferată, a studiat dreptul prin corespondență și a practicat o perioadă, a vândut asigurări, a lucrat pe un vapor, navigând pe râul Ohio, iar la 40 de ani a început să gătească pentru călătorii înfometați care se opreau la benzinăria sa în Corbin, Kentucky.
La acea vreme nu avea restaurant, dar îi servea pe călători la masa din locuința sa.
Cu timpul au început să vină tot mai mulți oameni numai pentru mâncare; astfel a fost nevoit să se mute vis-a-vis, într-un motel care avea și restaurant. 
Timp de 9 ani el și-a perfecționat rețeta alcătuită din 11 ierburi și mirodenii și tehnica de preparare, care este folosită și astăzi.
Faima lui Sanders a crescut. Guvernatorul Ruby Laffoon i-a acordat titlul onorific de Colonel al statului Kentucky în anul 1935, în semn de recunoaștere a contribuției sale la dezvoltarea bucătăriei regionale.
La începutul anului 1950, o nouă șosea interstatală era planificată să treacă prin Corbin. Colonelul și-a scos la licitație afacerea și a fost nevoit să supraviețuiască un timp cu un ajutor social de 105 $ pe lună.
Încrezător în calitatea puiului pregătit după rețeta sa, Colonelul s-a dedicat concesionării afacerii sale. A străbătut țara, a mers din restaurant în restaurant, a gătit puiul după rețeta sa pentru proprietarii restaurantelor și angajații acestora. Dacă reacția era favorabilă, stabilea printr-o strângere de mână o înțelegere verbală cu proprietarul restaurantului, înțelegere prin care acesta se angaja să îi dea Colonelului câte 5 cenți pentru fiecare bucată de pui vândută în restaurant după rețeta sa.
În anul 1964, în peste 600 de restaurante situate atât în SUA cât și în Canada, se vindea pui pregătit după rețeta Colonelului. În același an, el și-a cedat drepturile de pregătire a puiului unui grup de investitori care îl includea și pe John Y. Brown Junior, cel care mai târziu a fost guvernator al statului Kentucky, din 1980 până în 1984. Colonelul Sanders a rămas purtătorul de cuvânt al companiei.
În anul 1976, în urma unui sondaj, Colonelul Sanders ocupa locul 2 în rândul personalităților cele mai populare în SUA.
Administrată de noii proprietari, societatea pe acțiuni Kentucky Fried Chicken s-a dezvoltat rapid; în ianuarie 1969 a fost listată la bursa din New York. Peste 3500 de restaurante din întreaga lume au început să opereze sub licență în momentul în care Heublein Inc. a achiziționat KFC Corporation pentru 285 milioane de dolari.
KFC a devenit filială a R.J. Reynolds Industries când Heublein a fost achiziționată de aceasta în 1982. În 1986, KFC a fost achiziționată de către PepsiCo Inc. pentru 840 milioane dolari. În prezent, împreună cu alte patru mărci de lanțuri de restaurante, formează compania Yum!Brands International, cea mai mare companie de restaurante din lume ca număr de unități.
Colonelul Sanders a murit în anul 1980 la vârsta de 90 de ani. În ultimii ani el străbătuse 250.000 mile pe an vizitând restaurantele KFC din întreaga lume.

## Activitate
KFC e deținut de Yum! Brands, una dintre cele mai mari companii deținătoare de restaurante. KFC a avut vânzări de 23.000.000.000$ (981.710.150.000 de lei) în 2013.

## KFC în România
Restaurantele KFC sunt prezente în România din 1997, investițiile totale în extinderea rețelei ridicându-se la opt milioane de euro până în anul 2008. KFC este adus în România în sistem de franciză de compania US Food Network, aflată în portofoliul grupului Altrom, controlat de omul de afaceri Gabriel Popoviciu.
În anul 2008, rețeaua KFC deținea 30 de restaurante pe piața românească, în care lucrau peste 1.200 de angajați.
În ianuarie 2012, KFC avea deschise 42 de restaurante în România, dintre care 18 în București.
Cifra de afaceri în 2009: 146,7 milioane lei